# Danai Anesiadou
Danai Anesiadou (* 1973 oder * 1975 oder * 1976 oder * 1977 in Pirmasens) ist eine deutsche Performancekünstlerin.

## Leben und Werk
Anesiadou studierte an der Königlichen Akademie für Bildende Künste Gent und absolvierte das Postgraduierten Programm für Theater- und Tanzwissenschaften an der DasArts Theaterschule in Amsterdam.
„Mein Name ist Danai Anesiadou. Mein Name ist Danai Anesiadou.“ Mit diesem wieder und wieder ausgerufenen Satz leitet die Künstlerin fast alle Performances ein. Zur documenta 14 stellte sie die Arbeit It Will Not Happen for It to Happen (2017) aus.